# Lego Masters
Lego Masters – polski program telewizyjny typu reality show oparty na brytyjskim formacie o tej samej nazwie (należącym do brytyjskiego Channel 4) emitowany od 2020 roku na antenie telewizji TVN. Jego prowadzącym jest Marcin Prokop.
Audycja jest przedsięwzięciem typu branded content (treść markowa, materiał oznakowany marką); partnerem i sponsorem programu zostało Lego.

## Formuła
W programie rywalizują pary uczestników, które układają różne konstrukcje z klocków Lego. Pod koniec każdego odcinka jedna z par odpada z programu. Do finału przechodzą trzy pary, a nagrodą dla zwycięzców jest m.in. 100 000 złotych, zestawy klocków Lego oraz w niektórych edycjach wycieczka do Legolandu. 
W pierwszym odcinku pierwszej edycji drużyny walczyły o tzw. złoty klocek (golden brick), którego posiadanie nadawało w kolejnym odcinku określone przywileje. W edycjach 2–5 złoty klocek nie pojawił się.

## Ekipa
Prowadzący
| Prowadzący    | Seria | Seria | Seria | Seria | Seria | Seria |
| Prowadzący    | 1.    | 2.    | 3.    | 4.    | 5.    | 6.    |
| ------------- | ----- | ----- | ----- | ----- | ----- | ----- |
| Marcin Prokop | ●     | ●     | ●     | ●     | ●     | ●     |

Jurorzy
| Juror              | Seria | Seria | Seria | Seria | Seria |
| Juror              | 1.    | 2.    | 3.    | 4.    | 5.    |
| ------------------ | ----- | ----- | ----- | ----- | ----- |
| Aleksandra Adamska |       |       |       |       | ●     |
| Wojciech Łozowski  |       |       |       | ●     |       |
| Czesław Mozil      |       |       | ●     |       |       |
| Pola Lisowicz      |       |       | ●     | ●     | ●     |
| Kamil Bednarek     |       | ●     |       |       |       |
| Aleksandra Mirecka | ●     | ●     |       |       |       |
| Paweł Duda         | ●     |       |       |       |       |

## Wyniki

### Seria pierwsza
Edycja pierwsza
| Miejsce | Uczestnicy                             |
| ------- | -------------------------------------- |
| 1.      | Rafał Zub i Jakub Pleśniarski          |
| 2.      | Łukasz Więcek i Damian Krępa           |
| 3.      | Marta Kulka i Marcin Feltynowski       |
| 4.      | Daniel Korcz i Wiktor Korcz            |
| 5.      | Agnieszka Anikiej i Maciej Kośmicki    |
| 6.      | Joanna Krysztoforska i Kajetan Jeznach |

Odcinek specjalny (bożonarodzeniowy)
W świątecznym odcinku programu wystąpiły dwie drużyny, których kapitanami zostali Olivier Janiak oraz Karolina Malinowska-Janiak. Wygraną przeznaczono na cel charytatywny.

### Seria druga
Edycja druga
| Miejsce | Uczestnicy                           |
| ------- | ------------------------------------ |
| 1.      | Ryszard Bosiak i Łukasz Górecki      |
| 2.      | Bartek Mazurkiewicz i Patryk Ziętara |
| 3.      | Maciej Walaszek i Kacper Walaszek    |
| 4.      | Agnieszka Rybak i Piotr Rybak        |
| 5.      | Mateusz Koprucki i Piotr Rybak       |
| 6.      | Magda Sędzicka i Łukasz Sędzicki     |

### Seria trzecia
Edycja trzecia
| Miejsce | Uczestnicy                                |
| ------- | ----------------------------------------- |
| 1.      | Daniel Voiuiev-Larin i Kasia Świętach     |
| 2.      | Martyna Skudzawska i Piotr Powałowski     |
| 3.      | Marcin Siedlaczek i Jacek Siedlaczek      |
| 4.      | Maciej Walaszek i Kacper Walaszek         |
| 5.      | Szymon Mentlewicz i Aleksandra Skoczyńska |
| 6.      | Adam Gankowski i Mateusz Kowalski         |

### Seria czwarta
Edycja czwarta
| Miejsce | Uczestnicy                                |
| ------- | ----------------------------------------- |
| 1.      | Bartosz Sasiński i Piotr Dryś             |
| 2.      | Grzegorz Kurkowski i Michał Skorupka      |
| 3.      | Martyna Podlińska i Marcin Podliński      |
| 4.      | Wojciech Bodziany i Stanisław Kiełczewski |
| 5.      | Miłosz Skarbież i Aleksandra Jakubiec     |
| 6.      | Katarzyna Makowska i Martyna Lipnicka     |

### Seria piąta
Piąta seria programu zyskała podtytuł Kierunek Polska. Odświeżono formułę programu poprzez realizację nagrań także poza studiem telewizyjnym.
Edycja piąta
Do finału edycji awansowały trzy duety: Michał i Mateusz, Patryk i Norbert oraz Beniamin i Mateusz. Zwycięzcami zostali Patryk Bejnarowicz i Norbert Grzybowski.

## Emisja programu
| Seria    | Seria | Odcinki   | Sezon       | Edycja          | Premiera             | Finał             | Pora emisji     | Średnia oglądalność |
| -------- | ----- | --------- | ----------- | --------------- | -------------------- | ----------------- | --------------- | ------------------- |
|          | 1.    | 1–6 (6)   | jesień 2020 | 1.              | 14 listopada 2020    | 12 grudnia 2020   | sobota 20.00    | 1,17 mln (8,1%)     |
| odc. sp. | 1.    | 1–6 (6)   | jesień 2020 | 19 grudnia 2020 | 19 grudnia 2020      |                   | sobota 20.00    | 1,17 mln (8,1%)     |
|          | 2.    | 7–13 (7)  | jesień 2021 | 2.              | 5 listopada 2021     | 10 grudnia 2021   | piątek 20.00    | 827 tys. (6,2%)     |
| odc. sp. | 2.    | 7–13 (7)  | jesień 2021 | 17 grudnia 2021 | 17 grudnia 2021      |                   | piątek 20.00    | 827 tys. (6,2%)     |
|          | 3.    | 14–20 (7) | jesień 2022 | 3.              | 30 września 2022     | 4 listopada 2022  | piątek 20.00    | 671 tys. (5,2%)     |
| odc. sp. | 3.    | 14–20 (7) | jesień 2022 | 16 grudnia 2022 | 16 grudnia 2022      | bd.               | piątek 20.00    |                     |
|          | 4.    | 21–25 (5) | jesień 2023 | 4.              | 21 października 2023 | 18 listopada 2023 | sobota 17.30    | 400 tys. (3,9%)     |
|          | 5.    | 26–30 (5) | jesień 2024 | 5.              | 24 listopada 2024    | 22 grudnia 2024   | niedziela 19.30 | 675 tys. (5,2%)     |
|          | 6.    | od 31     | jesień 2025 | 6.              | b.d.                 | b.d.              | b.d.            |                     |

## Lista odcinków i ich oglądalność w telewizji linearnej

### Seria pierwsza
| Numer ogółem | Numer w serii | Tytuł              | Data premiery     | Oglądalność |
| ------------ | ------------- | ------------------ | ----------------- | ----------- |
| 1            | 1             | Mega miasto        | 14 listopada 2020 | 1,371 mln   |
| 2            | 2             | Totalna destrukcja | 21 listopada 2020 | 1,218 mln   |
| 3            | 3             | Pół na pół         | 28 listopada 2020 | 876 tys.    |
| 4            | 4             | Podróż w czasie    | 5 grudnia 2020    | 1,069 mln   |
| 5            | 5             | Master Build       | 12 grudnia 2020   | 1,487 mln   |
| 6            | 6             | Świąteczny most    | 19 grudnia 2020   | 927 tys.    |

### Seria druga
| Numer ogółem | Numer w serii | Data premiery     | Oglądalność        |
| ------------ | ------------- | ----------------- | ------------------ |
| 7            | 1             | 5 listopada 2021  | 906 tys.           |
| 8            | 2             | 12 listopada 2021 | 660 tys.           |
| 9            | 3             | 19 listopada 2021 | 826 tys.           |
| 10           | 4             | 26 listopada 2021 | 935 tys.           |
| 11           | 5             | 3 grudnia 2021    | 887 tys.           |
| 12           | 6             | 10 grudnia 2021   | bd. (ok. 820 tys.) |
| 13           | 7             | 17 grudnia 2021   | bd. (ok. 750 tys.) |

### Seria trzecia
| Numer ogółem | Numer w serii | Data premiery        | Oglądalność |
| ------------ | ------------- | -------------------- | ----------- |
| 14           | 1             | 30 września 2022     | 658 tys.    |
| 15           | 2             | 7 października 2022  | 628 tys.    |
| 16           | 3             | 14 października 2022 | 628 tys.    |
| 17           | 4             | 21 października 2022 | 656 tys.    |
| 18           | 5             | 28 października 2022 | 677 tys.    |
| 19           | 6             | 4 listopada 2022     | 781 tys.    |
| 20           | 7             | 16 grudnia 2022      | bd.         |

### Seria czwarta
| Numer ogółem | Numer w serii | Data premiery        | Oglądalność |
| ------------ | ------------- | -------------------- | ----------- |
| 21           | 1             | 21 października 2023 | 405 tys.    |
| 22           | 2             | 28 października 2023 | 415 tys.    |
| 23           | 3             | 4 listopada 2023     | 381 tys.    |
| 24           | 4             | 11 listopada 2023    | 449 tys.    |
| 25           | 5             | 18 listopada 2023    | 348 tys.    |

### Seria piąta –Kierunek Polska
| Numer ogółem | Numer w serii | Data premiery     | Oglądalność |
| ------------ | ------------- | ----------------- | ----------- |
| 26           | 1             | 24 listopada 2024 | bd.         |
| 27           | 2             | 1 grudnia 2024    | bd.         |
| 28           | 3             | 8 grudnia 2024    | 646 tys.    |
| 29           | 4             | 15 grudnia 2024   | 702 tys.    |
| 30           | 5             | 22 grudnia 2024   | bd.         |